# Route nationale 451
Die N451 war von 1933 bis 1973 eine französische Nationalstraße, die zwischen Villemandeur und Bonnée verlief. Ihre Länge betrug 33 Kilometer. 1978 wurde die A516, ein Seitenast der A51, der von dieser nach Aix-en-Provence hineinführte, in N451 umgenummert. 2006 erfolgte dann die Abstufung dieser Straße zu einer Kommunalstraße.